# مزوسفر
مزوسفر یا میان‌سپهر (به انگلیسی: Mesosphere) سومین لایهٔ تشکیل‌دهندهٔ جو زمین است که از ارتفاع حدود ۵۰ کیلومتر آغاز شده‌است. سردترین لایه هوا کره و تا ارتفاع ۸۵ کیلومتر ادامه می‌یابد. از ۱۱ کیلومتری تا ۵۵ است و با کاهش دما مواجه است